# الين التايواني
الين التايواني (باليابانية: 圓) (بالإنجليزية: Taiwanese yen) (بالصينية: 臺灣銀行券)، كانت العملة الرسمية لليابان التايوانية من عام 1895 حتى 1946. وتوقفت إصدار عملة الين التايواني بعد استسلام اليابان سنة 1945م , وأعلنت حلها سنة 1946م.
كان الين التايواني على قدم المساواة مع  الين الياباني وتم تداوله جنبا إلى جنب. كان الين التايواني مقسم إلى 100 سين (錢). تم استبداله بالدولار التايواني القديم في عام 1946 ، والذي تم استبداله بدوره بالدولار التايواني الجديد عام 1949. 

## تاريخ
في عام 1895 ، نتيجة للحرب الصينية اليابانية الأولى ، تنازلت تشينغ الصين عن تايوان لليابان في معاهدة شيمونوسيكي. ثم أصبح الين الياباني عملة تايوان ، مع أوراق نقدية مميزة مقومة بالين صادرة عن بنك تايوان من عام 1898. تم إصدار الأوراق النقدية وعملة الطوابع فقط.
في عام 1945 ، بعد هزيمة اليابان في الحرب العالمية الثانية ، تولت جمهورية الصين إدارة تايوان ، واستولت على بنك تايوان في غضون عام ، وأدخلت الدولار التايواني القديم ، الذي حل محل الين على قدم المساواة.

## العملات النقدية
في عام 1899 ، قدم بنك تايوان أوراق 1 و 5 ين ، تليها ملاحظات 50 ينا في عام 1900 و 10 ين في عام 1901. تم تقديم أوراق 100 ين في عام 1937 و 1000 ين في عام 1945. آخر الملاحظات الصادرة كانت مؤرخة عام 1945.

## عملة الطوابع
في عام 1917 ، تم إصدار عملة الطوابع في فئات 5،10 و 20 و 50 سين. تم إصدار عملة الطوابع 1 و 3 و 5 سين في عام 1918. تألفت هذه الإصدارات من الطوابع البريدية للفئة المناسبة الثابتة تسمى tokubetsu yubin kitte daishi ("بطاقات الطوابع البريدية الخاصة") .
1. ↑  Pick, Albert (1994). Standard Catalog of World Paper Money: General Issues. Colin R. Bruce II and Neil Shafer (editors) (7th ed.). Krause Publications. ISBN 0-87341-207-9.
2. ↑  "Taiwanese yen". Wikipedia (بالإنجليزية). 22 Jun 2023.

## وصلة خارجية
- Sinobanknote